# 1276
1276 (MCCLXXVI) fue un año bisiesto comenzado en miércoles del calendario juliano.

## Acontecimientos
- 9 de marzo: en Alemania, Augsburgo se convierte en una ciudad libre del Sacro Imperio.
- Inocencio V sucede a Gregorio X como papa.
- Adriano V sucede a Inocencio V como papa.
- Juan XXI sucede a Adriano V como papa.
- Guerra de la Navarrería en el Reino de Navarra.

## Fallecimientos
- 27 de julio: Jaime I de Aragón.
- 23 de abril: Al-Azraq.
- Juan Núñez I de Lara, señor de la Casa de Lara e hijo de Nuño González de Lara el Bueno.